# أندي موتش
أندي موتش (بالإنجليزية: Andy Mutch)‏ هو لاعب كرة قدم ومدرب كرة قدم بريطاني في مركز الهجوم، ولد في 28 ديسمبر 1963 في ليفربول في المملكة المتحدة. شارك مع منتخب إنجلترا تحت 21 سنة لكرة القدم ومنتخب إنجلترا لكرة القدم الرديف. أما مع النوادي، فقد لعب مع ستوكبورت كونتي وسويندون تاون ونادي بارو ونادي تلفورد يونايتد ونادي ساوثبورت ووولفرهامبتون واندررز وويغان أتلتيك.

## وصلات خارجية
- أندي موتش على موقع قاعدة بيانات كرة القدم.إي يو (الإنجليزية)
- أندي موتش على موقع Soccerbase.com (لاعب) (الإنجليزية)
- أندي موتش على موقع عالم كرة القدم.نت (الإنجليزية)